# Lapalud
Lapalud is een gemeente in het Franse departement Vaucluse (regio Provence-Alpes-Côte d'Azur) en telt 3442 inwoners (2005). De plaats maakt sinds 1 januari 2017 deel uit van het arrondissement Carpentras.

## Geografie
De oppervlakte van Lapalud bedraagt 17,4 km², de bevolkingsdichtheid is 197,8 inwoners per km². De gemeente grenst aan de Rhône en ligt in de riviervlakte van deze rivier.
De onderstaande kaart toont de ligging van Lapalud met de belangrijkste infrastructuur en aangrenzende gemeenten.

## Demografie
Onderstaande figuur toont het verloop van het inwonertal (bron: INSEE-tellingen).